# Pedra Bonita
Pedra Bonita – miasto i gmina w Brazylii, w stanie Minas Gerais. Znajduje się w mikroregionie Manhuaçu.